# 中華基督教會蒙黃花沃紀念小學
中華基督教會蒙黃花沃紀念小學（英語：C.C.C. Mong Wong Far Yok Memorial Primary School）為香港屯門區的一所小學，設於田景邨內，於1989年創校。

## 歷史
此校於1989年創立，原訂用作開辦中學，但因屯門區內小學學位需求增加而改辦小學，成為香港第二所採用連環型校舍的小學。由於此校獲信興集團創辦人蒙民偉捐建，以悼其先母黃花沃，故採用現時校名。
由於此校採用中學標準的校舍，新會商會中學曾暫借此校開辦初中班級，直至該校位於良景邨校舍落成為止。
開辦初年，此校為一所半日制小學，直至2005年下午校併入上午校，實施全日制為止。
2008年9月，同系中華基督教會基良小學，因收生不足而併入此校。

## 歷屆行政人員

### 校監
- 翁瑞光 牧師[6]
- 蘇成溢 牧師[7]
- 梁遠耀 牧師

### 校長[1]

#### 上午校
- 馮壽松 先生[6]（1989年-1999年，創校校長[8]，兼任同系何福堂小學上午校校長至1991年為止；2018年逝世）
- 蕭岳煊 先生[4]（1999年-2005年；原下午校校長，改為全日制後繼續出任校長）

#### 下午校
- 馮壽松 先生（1989年-1992年，創校校長）
- 許家歡 女士[6][9]（1992年-1996年）
- 何詠文 女士（1996年-1997年；後調至同系全完第二小學）
- 蕭岳煊 先生（1997年-1999年；後調至上午校）[10]
- 鍾煥英 女士（1999年-2005年；原同系方潤華小學下午校及元朗真光小學校長）

#### 全日
- 蕭煊岳 先生（2005年-？，全日制首任校長）[11]
- 鄭家寶 女士（現任校長）

## 校舍及設施
此校面積為6,100平方米，為一座半連環型校舍。校舍樓高六層，設有29間課室及禮堂1個，另附圖書館、電腦室、創意工作室、音樂室（2個）等設施 。

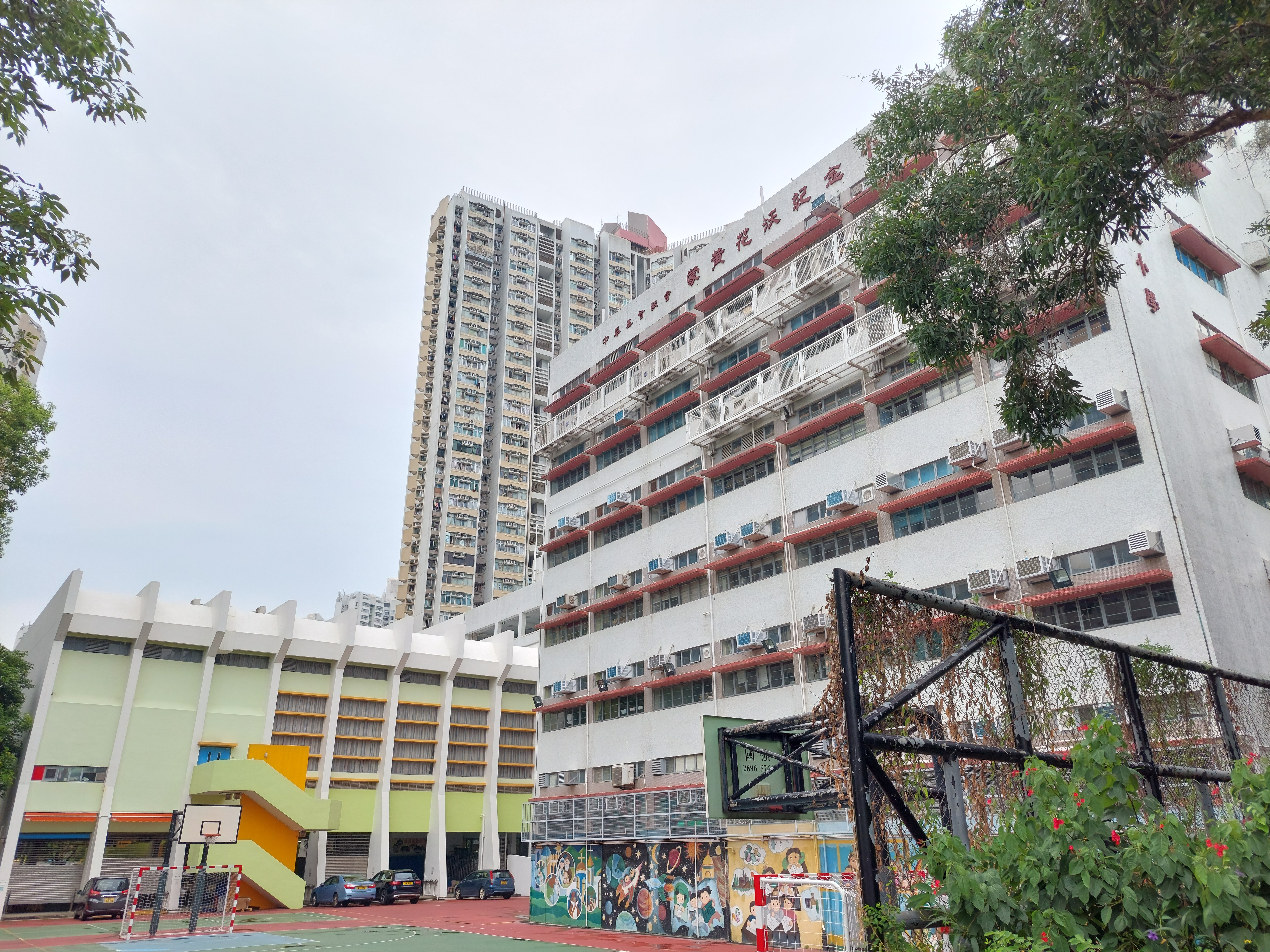
特別室翼及禮堂

## 班級結構
此校小一至小六每級設4-5班，並採用「小班教學」概念，將每班人數定於約25人。在分班方面，除一年級外各級均有一班為「精英班」。

## 著名校友
- 黃兆銘（肄業）：作曲家（後轉校至聖巴西流小學）[註 2]

## 註解
1. ↑  於1989年5月逝世
2. ↑  黃兆銘為Facebook公開群組「聖馬可小學(前聖巴西流小學)校友會-官方群組」和「蒙黃花沃紀念小學校友會」的成員。

## 外部連結
- 中華基督教會蒙黃花沃紀念小學（页面存档备份，存于）